# برايان جونسون (لاعب كرة قاعدة أمريكي)
برايان جونسون (بالإنجليزية: Brian Johnson)‏ هو لاعب كرة قاعدة أمريكي، ولد في 8 يناير 1968 في أوكلاند في الولايات المتحدة.

## وصلات خارجية
- برايان جونسون على موقع دوري كرة القاعدة الرئيسي (الإنجليزية)
- برايان جونسون على موقعبيزبول رفرنس.كوم (الدوري الرئيسي) (الإنجليزية)
- برايان جونسون على موقعبيزبول رفرنس.كوم (الدوري الثانوي) (الإنجليزية)
- برايان جونسون على موقع مشجعي الرسوم البيانية (الإنجليزية)